# Леррус, Алехандро
Алехандро Леррус Гарсия (исп. Alejandro Lerroux García; 4 марта 1864, Ла-Рамбла, провинция Кордова, Андалусия, Испания — 25 июня 1949, Мадрид, Испания) — испанский государственный и политический деятель, сыгравший важную роль в истории Второй Испанской республики. Один из лидеров испанского республиканского движения, много лет возглавлявший Радикальную республиканскую партию, которую сам же и основал. Трижды занимал пост премьер-министра Испании в 1933—1935 годах, а также занимал несколько должностей в республиканских правительствах.

## Биография
Родился в семье военного ветеринара. По примеру отца пытался начать военную карьеру, но сразу же ушёл из армии. Некоторое время проучился в семинарии. Несмотря на это, а может благодаря этому, Леррус со временем проникся сильными антимилитаристскими и антиклерикальными чувствами. Окончил юридический факультет университета Ла-Лагуна (Тенерифе).
Попробовав стать военным, священником и юристом, в итоге поселился в Барселоне и посвятил себя карьере журналиста. Прославился своим демагогическим и агрессивным журналистским стилем. Возглавлял в разное время ряд периодических печатных изданий, в том числе «Страна» (исп. El País), «Прогресс» (исп. El Progreso), «Реклама» (исп. La Publicidad), «Непримиримый» (исп. El Intransigente) и «Радикал» (исп. El Radical). Все эти газеты отличались сильно выраженным антимилитаристским и антикаталонистским характером, вызывая недовольство обоих противоположных секторов, и консерваторов-династистов, и каталонских националистов.
В 1895 году Алехандро Леррус стал одним из 173 основателей Ассоциации прессы (исп. Asociación de la Prensa) в Мадриде. Позднее, с октября 1931 года по сентябрь 1933 года и с октября 1933 по октябрь 1934 года был президентом Ассоциации. В это время он добился для журналистов пособий по болезни и пенсий.

## Политическая карьера

### Испания времён Первой реставрации
Политическую карьеру Леррус начал как последователь Мануэля Руиса Соррильи, демократа и прогрессиста, одного из первых испанских республиканцев. Активное участие Лерусса в кампаниях против властей, его популистские и антиклерикальные выступления сделали его очень популярным среди рабочих Барселоны, которые составили ядро его электората. И это произошло даже несмотря на неприятие Леррусом каталонского национализма, быстро набиравшего популярность в 1900-х годах. Его навыки в мобилизации низших классов принесли Леррусу прозвище «Императора Паралело» (исп. el Emperador del Paralelo, по проспекту, известному своей ночной жизнью и отделявшему респектабельные районы города от рабочих пригородов.
В первый раз депутатом испанского парламента Леррус был избран в 1901 году в качестве кандидата Республиканской коалиции. В 1903 году он стал членом партии Республиканский союз Николаса Сальмерона, от которой дважды переизбирался, в 1903 и 1905 годах. В 1906 году республиканцы Сальмерона вступили в союз с коалицией каталонских националистов «Каталанская солидарность» (кат. Solidaritat Catalana) во главе с лидером автономистов из Регионалистской лиги Энриком Пратом-де-ла-Риба. Будучи непримиримым противником каталонизма, движения за утверждение политической, языковой и культурной идентичности Каталонии и территорий, где распространён каталанский язык, Леррус не только выступил против этого союза, но и вышел из Республиканского союза.
В 1907 году Леруссу на время пришлось покинуть Испанию, так как ему угрожало судебное преследование за одну из его статей.
В 1908 году основал в Сантандере (Кантабрия) свою партию, названную им Радикальная республиканская. Уже в следующем 1909 году группа сторонников партии, так называемые «молодые варвары» (исп. jóvenes bárbaros), приняли активное участие в антимилитаристском восстании в Каталонии, известном как «Трагическая неделя», сопровождавшимся антиклерикальными выступлениями, в частности, сожжением церквей и монастырей. После этого Леррусу вновь пришлось уехать из страны, спасаясь от правительственных репрессий.
После возвращения в Испанию Леррус и его партия согласились вступить в Союз республиканцев и социалистов, от которого в 1910 году был в пятый раз избран депутатом. Впоследствии, он был вовлечён в ряд скандалов и из-за обвинений в коррупции в 1914 году предпочёл добиваться шестого избрания не в Барселоне, а в Кордове. Впрочем, уже в 1916 году Леррус вновь становится депутатом от Барселоны, где его перезбирали ещё три раза, в 1919, 1920 и 1923 годах.
В период с 1910 по 1923 год Радикальная республиканская партия регулярно участвовала в выборах, обычно в составе коалиций, завоёвывая от 2 до 8 мест в нижней палате парламента. Как и её лидер, новая партия наибольшим успехом пользовалась именно в Каталонии, в первую очередь Барселоне, конкурируя с националистами-автономистами из Регионалистской лиги Каталонии. Со временем радикалам удалось добиться доминирования в муниципальной политики в Барселоне, даже несмотря на многочисленные обвинения в коррупции в адрес её лидера. Этому, помимо прочего, помогало то, что в отличие от каталонистских партий радикалы больше внимания обращали избирателям-рабочим и их интересам. Традиционные республиканцы всегда скептически относились к радикалам Лерруса, в том числе, подозревая, что его деятельность была профинансирована династической Либеральной партией, как способ отвлечь рабочий класс от анархо-синдикализма.
При диктатуре Мигеля Примо де Риверы в 1923—1930 годах Леррус был вынужден снизить свою политическую активность. В 1929 году в Радикальной республиканской партии произошёл раскол. Левое крыло во главе с Марселино Доминго покинуло партию, сформировав Республиканскую радикально-социалистическую партию. Тем не менее, Леррус продолжал оставаться одним из самых известных и популярных деятелей испанского республиканизма. 17 августа 1930 года, в момент глубочайшего кризиса общественного доверия испанской монархии, Леррус был среди подписантов «Пакта в Сан-Себастьяне», участники которого, крупнейшие республиканские партии Испании, образовали Республиканский революционный комитет, что по мнению историков стало «центральным событием оппозиции монархии Альфонсо XIII». В 1931 году, после отречения короля и провозглашения в Испании республики, комитет стал первым временным правительством Второй республики.

### Вторая республика

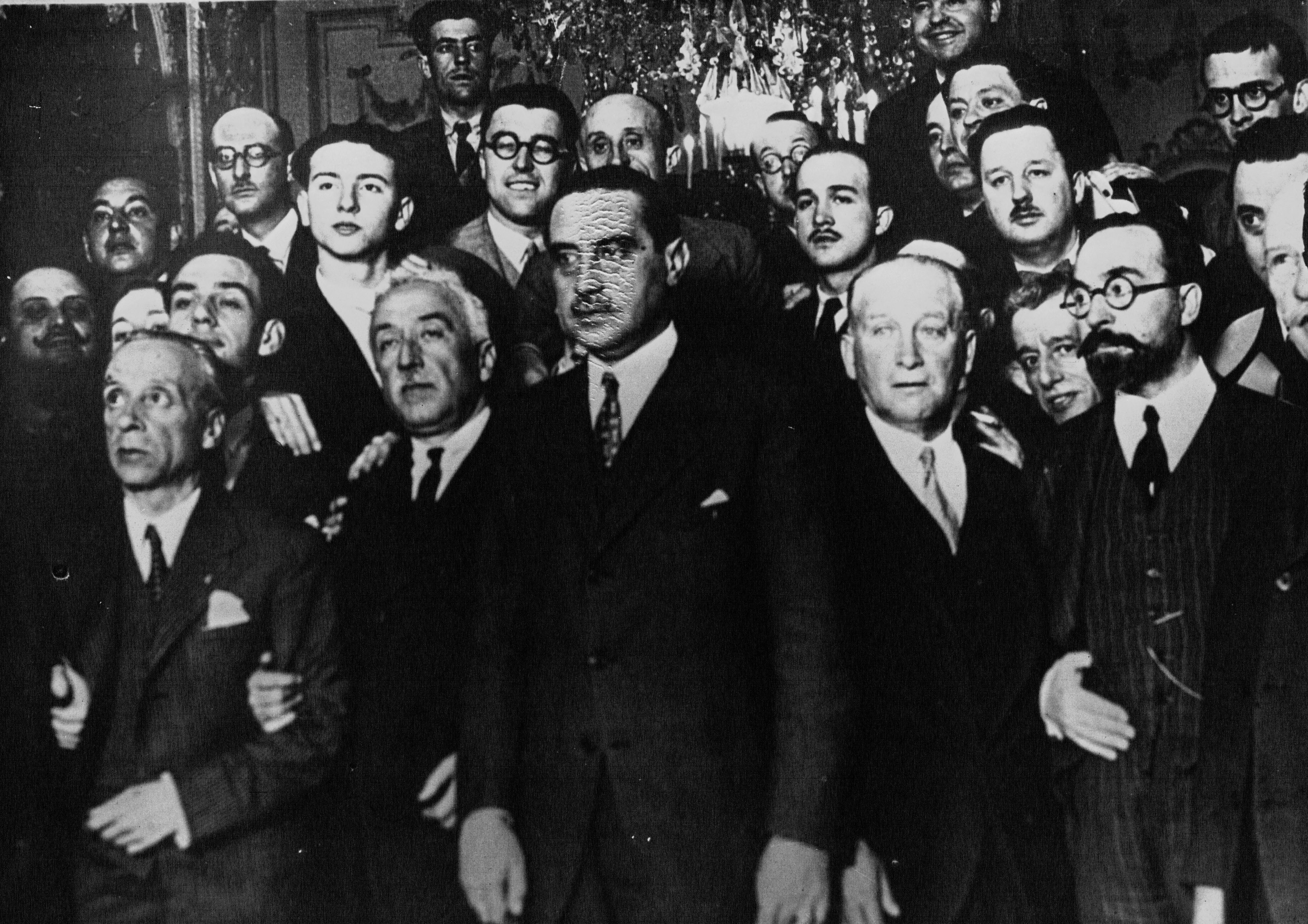
Члены временного правительства Второй Республики; слева направо: Альваро Альборнос, Нисето Алькала Самора, Мигель Маура, Франсиско Ларго Кабальеро, Фернандо де лос Риос и Алехандро Леррус.

После провозглашения республики Леррус, как член Республиканского революционного комитета, вошёл в первое временное правительство Алькалы Саморы, заняв пост министра иностранных дел.
В июне 1931 года состоялись выборы в Учредительное собрание, на которых радикалы Лерруса, завоевав 90 мест, стали второй парламентской силой страны после социалистов.
14 октября 1931 года Алькала Самору на посту премьер-министра сменил Мануэль Асанья Диас, лидер партии Республиканское действие. В Испании началось так называемое «Реформистское двухлетие» (1931—1933 годы). На первых порах Леррус поддержал левоцентристскую коалицию, сохранив за собой пост министра иностранных дел. Впрочем, уже в декабре 1931 года радикалы покинули I кабинет Асаньи и в дальнейшем в работе временного правительства не участвовали.
Растущая парламентская оппозиция привела к отставке Асаньи и 12 сентября 1933 года Леррус впервые становится премьер-министром. Свой первый кабинет он попытался сформировать на основе центристской коалиции, в которую пригласил Республиканское действие, Социалистической радикальной левой, Республиканской радикал-социалистической партии, галисийских республиканцев-автономистов и левых каталонских республиканцев. Создать стабильное правительство Леррусу не смог и был вынужден уже через 27 дней, 9 октября 1933 года, уйти в отставку.
В ноябре 1933 года состоялись выборы в парламент, на которых победу одержали консерваторы-монархисты из Испанской конфедерации независимых правых (CEDA). Радикалы Лерруса вновь заняли второе место и поэтому когда президент Алькала Самора не захотел назначить премьер-министром лидера CEDA Хосе Марию Хиль-Роблеса, 16 декабря 1933 года пост главы правительства уже во второй раз занял Леррус. Сформированное им правительство в этот раз базировалось на правоцентристской коалиции, в которую помимо радикалов вошли галисийские республиканцы-автономисты, либеральные демократы, правые либералы, республиканцы-автономисты и Аграрная партия. CEDA, хотя ей и не предложили в министерских портфелей, согласилась поддержать II кабинет Лерруса. В Испании началось так называемое «Консервативное [Чёрное] двухлетие» (1933—1935).
28 апреля 1934 года после 133 дней премьерства Леррус ушёл в отставку после отказа президента Алькала Саморы подписать указ об амнистии для военнослужащих, участвовавших в «Санхурхаде», антиреспубликанском мятеже 1932 года.
4 октября 1934 года Леррус в третий раз становится премьер-министром. В этот раз он занимал свой пост почти год, 356 дней. За это время сменилось три состава правительства. Одновременно, с 16 ноября 1934 по 3 апреля 1935 года, занимал пост военного министра.
В период называемое «Консервативного [Чёрного] двухлетия» кабинеты Лерруса при поддержки правого большинства в парламенте частично отменило итоги работы предыдущих правительств. В частности, было пересмотрено светское законодательство, заморожены аграрная реформа и принятие Статута автономии Страны Басков, были амнистированы участники антиреспубликанских заговоров Хосе Санхурхо и Кальво Сотело. Правый поворот испанских властей, совершённый при Леррусе, проводимая им политика и ухудшение социально-экономического положения народа привели к активизации левого и рабочего движения, на что власти ответили репрессиями.
Особенно остро стояла ситуация в октябре 1934 года. В этом месяце произошли общеиспанская массовая забастовка, вошедшая в историю как Октябрьская революция 1934 года, частью которого стала забастовка астурийских шахтёров, переросшая в антиправительственное восстание, и события 6 октября 1934 года) (попытка провозглашения Каталонского государства в составе Испанской федеративной республики). Кабинету Лерруса в итоге удалось подавить массовые протесты. Был арестован председатель каталонского правительства Льюис Компаньс и Жовер и приостановлено действие Статута об автономии Каталонии. Восстание рабочих в Астурии было жестоко подавлено войсками под командованием генерала Франсиско Франко.
Окончательно политическую карьеру Алехандро Лерруса добили коррупционные скандалы осенью 1935 года. «Скандал с рулеткой», когда выяснилось, что власти разрешили открыть казино с рулеткой несмотря на то что действующие в Испании законы запрещали азартные игры в рулетку. В обмен на разрешение лично Алехандро Леррусу обещали 25 % от прибыли, 10 % его однопартийцу, алькальду Барселоны Жоану Пичу и Пону, и по 5 % Аурелио Леррусу (племянник Лерусса, усыновлённому им), Мигелю Галанте и журналисту Сантьяго Винарделю. В результате, Леррус лишился поддержки своих союзников из CEDA и ушёл в отставку, в третий и последний раз.
В ноябре 1935 года, уже после ухода в отставку разгорелся ещё один коррупционный скандал, вошедший в историю как «Дело Номбела» (исп. Asunto Nombela). Полковник Антонио Номбела обвинил ряд лидеров радикалов в мошенничестве при выплате компенсаций Compañía de África Occidental. Этот второй скандал окончательно испортил отношения Лерруса с Хиль-Роблесом и даже ослабил его позиции внутри партии. Итогом стало падение нового коалиционного правительства, роспуск парламента и назначение досрочных выборов.
16 февраля 1936 года состоялись досрочные выборы. Радикалы, так и не сумев оправдаться в глазах избирателей после коррупционных скандалов, смогли получить всего 8 мандатов. Сам Леррус даже не был избран депутатом.
После начала гражданской войны Леррус предпочёл покинуть Испанию, поселившись в Португалии. Вернулся он только в 1947 году, за два года до своей смерти.

## Леррусизм
Словом «леррусизм» (исп. Lerrouxismo, кат. Lerrouxisme) в Испании обозначали антикаталонскую, часто демагогическую, тенденцию среди испанских политиков, основоположником которой считают Алехандро Лерруса. Термин довольно широко использовался в испанской политике, особенно в первой половине XX века.